# 100&メダル 激KAZAAAN!!
『100&メダル 激KAZAAAN!!』（100&メダル げきカザーン!!）は、2012年7月25日から全国のゲームセンターで稼働している、セガ・インタラクティブ（2015年3月まではセガ）のメダルゲーム。通称「激KAZAAAN!!」、「ゲキカザーン!!」、「激カザーン!!」、「激火山」。前作「KAZAAAN!!」のマイナーチェンジ版。

## 概要
火山を模した役物が中央に配置された四角柱状の筺体で、4席配置されている。メダル以外にも100円硬貨を投入しプレイすることも可能。その場合は各店舗で設定した100円分のメダルに換算される。また、店舗による設定によってはメダルの投入ができない設定や、当選枚数をクレジットではなくメダルとして払い出すことも可能である。これを組み合わせて100円硬貨でしかプレイできない設定として運営も可能。
前作のKAZAAAN!!と筺体は同じだが、ポケットが変更されている。また、獲得できる最高の配当も大幅に上昇した。筐体は「100&メダル 激KAZAAAN!!」と「100&メダル 激KAZAAAN!! 銀河リンク改造済み」の2種がある。
部品調達難に伴い、2022年2月28日を以って修理サポートが終了する予定。

## 遊び方
ベットする枚数を決定する。ボタンを押すとボールがクルーンに発射される。クルーンは3段あり、UPに入ると次の段に進む。
3段目だけは、3倍と6倍のポケットに入るとホールド、すなわちボールが回収されずに入ったままになる。このホールドされたボールはジャックポットチャンスに進む度に1つ回収される。
3段目に登ると、JPチャンスに入る確率を「3分の1」や「4分の1」とコールされる。
最高倍率はエクストリームジャックポットの300倍である。ベット上限の99枚で獲得した場合は、99×300＝29,700枚となるところだが、99枚ベット時に限りマックスベットボーナスとして3,633枚が加算されるため、最高配当は33,333枚となる。

## 前作との変更点
- 1段目の16か所OUTの内の4か所がダイヤチャンスに変更
- 2段目の3か所のダイヤチャンスを1倍か2倍に変更
- 3段目の1か所の6倍を?（3倍から15倍の配当）に変更
- スーパージャックポット（100倍）に加えて、エクストリームジャックポットを搭載。ポケット入賞後のデジタル抽選に当選すれば300倍の配当となる。
  - なお、エクストリームジャックポットに当選した場合、映画「ロッキー」劇中歌の「Going the distance」が大音量で流れる。

## クルーンのポケット
1段目
UP - 8か所
OUT（10枚以上のベットでダイヤチャレンジができる） - 4か所
OUT - 12ヵ所
2段目
UP - 3か所
3倍 - 1か所
2倍 - 2か所
1倍 - 4か所
?倍（1倍から10倍の配当） - 3か所
OUT（10枚以上のベットでダイヤチャレンジができる） - 2か所
3段目
JPチャンス - 1か所
3倍 - 2か所
6倍 - 1か所
?倍（3倍から15倍の配当） - 2か所
天井1段目
SJPチャンス - 2か所
12倍 - 2か所
6倍 - 2か所
天井2段目（最後）
SJP（100倍） - 1か所
EXJP（30倍 or 300倍） - 1か所
30倍 - 2か所
15倍 - 2か所
99BET掛けた時の倍数
1倍→99枚　2倍→198枚　3倍→297枚　4倍→396枚　5倍→495枚　6倍→594枚　7倍→693枚　8倍→792枚　9倍→891枚　10倍→990枚　11倍→1089枚　12倍→1188枚
13倍→1287枚　14倍→1386枚　15倍→1485枚　30倍→2970枚　100倍→9900枚　300倍→33333枚

## ダイヤボーナス
ダイヤボーナスチャレンジは、100円硬貨を投入すると最初に一回チャレンジできる。また、10枚以上ベットし、ダイヤチャンス（OUT）に入ると挑戦できる。
チャレンジは、ランダムに最大で8個のダイヤが当たる。ハズレの場合は1個ももらえない。ダイヤを8個集めるとボーナスがもらえる。ボーナスはメダルで、枚数は店舗により異なる。

## トラブル
セガ・インタラクティブとセガ・ロジスティクスサービスは2016年6月に、想定外の操作により運営上不適切なソフト仕様上の操作が発生していたことを発表。セガ・インタラクティブは修正ソフトの配布を行った。

## 関連作品
- 100&メダル KAZAAAN!! - 前作
- 100&メダル HYOZAAAN!!
- 100&メダル GINGAAAN!!